# Partit Unionista Unit de l'Ulster
Partit Unionista Unit de l'Ulster (anglès United Ulster Unionist Party) fou un partit polític d'Irlanda del Nord, d'ideologia Unionista, fundat el 1975 i dissolt el 1982, sorgit d'una divisió interna de Vanguard. Vanguard s'oposà sempre a l'acord de Sunningdale i a compartir el poder amb els nacionalistes, i per això quan William Craig proposà arribar a un acord amb el SDLP, alguns ho consideraren un anatema i marxaren, com John Dunlop, Reg Empey i Ernest Baird.
Sempre va tenir mals resultats electorals. A les eleccions al Parlament del Regne Unit de 1979 va mantenir escó per Baird a Fermanagh i South Tyrone per acord amb altres unionistes, a les eleccions locals de 1977 tenia 12 consellers locals (2,8% dels vots), i a les de 1981, 5 (0,7% dels vots). Els mals resultats a les eleccions generals d'Irlanda del Nord de 1982 li donaren el cop definitiu. Tot i això, Dunlop mantingué escó a Westminster fins a les eleccions al Parlament del Regne Unit de 1983, i el maig de 1984 Baird va dissoldre el partit.